# Edmond Fleutiaux
Edmond Jean Baptiste Fleutiaux (Argenteuil, 22 oktober 1858 - Nogent-sur-Marne, 25 november 1951) was een Frans militair, wijnhandelaar en entomoloog.

## Militair
Fleutiaux nam dienst in de Franse infanterie in 1876. Hij werd uiteindelijk bataljonscommandant in het 55e Régiment d'infanterie territoriale, een reserve-eenheid in de Parijse regio. Op 11 juli 1912 werd hij in die hoedanigheid geridderd in het Legioen van Eer. Bij het begin van de Eerste Wereldoorlog werd zijn regiment gemobiliseerd en in 1914-1915 vocht het in het zuiden van de Elzas in de buurt van Pfetterhouse. Fleutiaux publiceerde over deze periode in 1926 zijn oorlogsmemoires. Op 7 juni 1950 werd hij gepromoveerd tot officier in het Legioen van Eer.

## Entomoloog
Als entomoloog spitste Fleutiaux zijn aandacht toe op kevers en in het bijzonder op kniptorren, waarvan hij vele nieuwe soorten beschreef, hoofdzakelijk afkomstig uit Zuidoost-Azië en Afrika. Hij was een lid van de Société entomologique de France. Tot zijn entomologische publicaties behoren Catalogue systématique des Cicindelidae, décrits depuis Linné (1892), Catalogue des "Eucnemidae" du Muséum d'histoire naturelle de Paris (1896) en talrijke artikels in entomologische tijdschriften.

## Hommage
De kevergeslachten Fleutiauxia en Fleutiauxellus zijn naar hem genoemd, net als tientallen soorten met het epitheton fleutiauxi in de wetenschappelijke naam.